# Dinoderus bifoveolatus
Dinoderus bifoveolatus là một loài bọ cánh cứng trong họ Bostrichidae. Loài này được Wollaston miêu tả khoa học năm 1858.

## Hình ảnh

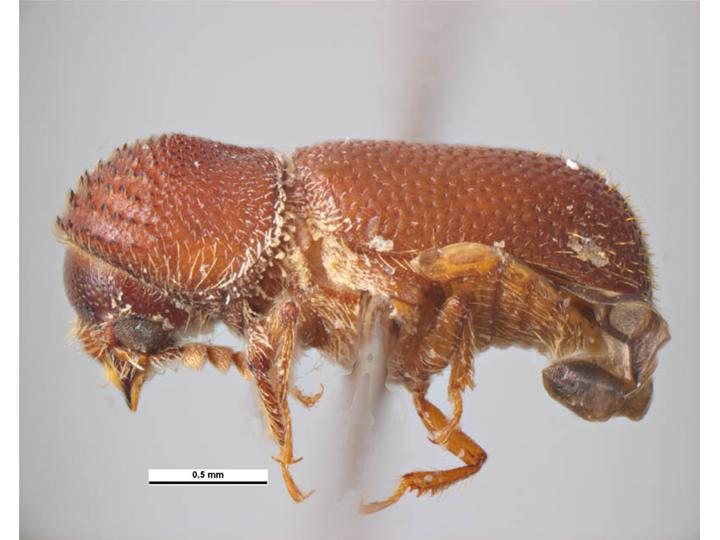